# 구현숙
구현숙은 대한민국의 텔레비전 드라마 각본가이다. 1999년에 데뷔하였다. 현재 중앙대학교 대학원 문예창작학과에 재학 중이다.

### 드라마
- 1999년 KBS2 월화 미니시리즈 《마법의 성》 ... 집필
- 2001년 KBS1 TV소설 《매화연가》 ... 집필
- 2003년 KBS2 설날 특집극 《달중씨의 신데렐라》 ... 집필
- 2004년 KBS1 TV소설 《그대는 별》 ... 집필
- 2006년 ~ 2007년 KBS1 저녁 일일연속극 《열아홉 순정》 ... 집필
- 2008년 MBC 저녁 일일연속극 《춘자네 경사났네》 ... 집필
- 2011년 MBC 저녁 일일연속극 《불굴의 며느리》 ... 집필
- 2013년 MBC 주말 특별기획 드라마 《백년의 유산》 ... 집필
- 2014년 ~ 2015년 MBC 주말 특별기획 드라마 《전설의 마녀》 ... 집필
- 2016년 ~ 2017년 KBS2 주말연속극 《월계수 양복점 신사들》 ... 집필
- 2019년 ~ 2020년 MBC 주말 특별기획 드라마 《두 번은 없다》 ... 집필
- 2025년 SBS 금토드라마 《우주메리미》 ...집필
- 2025년 KBS2 주말연속극 《독수리 오형제를 부탁해》 ... 집필

### 시사
- KNN 부산경남방송 현장추적 싸이렌 (2003~2014)

## 수상 경력
- 2013년 MBC 연기대상 올해의 작가상 <백년의 유산>

## 참조
1. ↑  다음 프로필[깨진 링크(과거 내용 찾기)]